# Campylostelium venezuelanum
Campylostelium venezuelanum là một loài rêu trong họ Ptychomitriaceae. Loài này được Dozy & Molk. mô tả khoa học đầu tiên năm 1854.